# Route départementale 104 (Alpes-de-Haute-Provence)
Pour les articles homonymes, voir Route départementale 104.
La route départementale 104, abrégée en RD 104 ou D 104, est une des Routes des Alpes-de-Haute-Provence, qui relie Claret à La Motte du Caire, fusionne avec la D 951 et la D1 et poursuit de Clamensane à Valavoire.

## Tracé de Claret à La Motte du Caire
- Claret
- Melve
- La Motte du Caire

## Tracé de Clamensane à Valavoire
- Clamensane
- Chateaufort
- Valavoire